# Citius

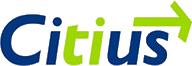
Logotipo do Citius

Citius é o nome atribuído à aplicação de gestão processual nos Tribunais Judiciais de Portugal. O nome deriva do latim para "célere", tal como aparece por exemplo no lema olímpico.

## Descrição
O Citius (o mesmo que Habilus) foi concebido e desenvolvido por Oficiais de Justiça, na DGAJ - Direcção Geral das Administração da Justiça, e é composto por vários módulos:
1. Gestão processual pelas secretarias judiciais e do Ministério Público — anteriormente designado "H@bilus" (Habilus)
2. Acesso e entrega de peças processuais pelos advogados e solicitadores — acessível em https://citius.tribunaisnet.mj.pt
3. Gestão processual pelos magistrados judiciais
4. Gestão processual pelos magistrados do Ministério Público.

Esta aplicação tem vindo a ser progressivamente adoptada por cada vez mais tribunais e serviços do Ministério Público, assim como pelos advogados.
Os últimos desenvolvimentos relacionam-se com a possibilidade de recepção pelos advogados de notificações electrónicas, dispensando as notificações em papel, enviadas por correio postal.

## Recepção e críticas
Desde pouco tempo após a sua introdução, o Citius tem sido alvo de diversas críticas por parte da sua comunidade de utilizadores, nomeadamente entre magistrados .